# ساریلوماب
ساریلوماب (انگلیسی: Sarilumab) (با نام تجاری Kevzara) نوعی آنتی‌بادی منوکلونال انسانی است که علیه گیرنده اینترلوکین ۶ عمل می‌کند. این دارو برای درمان آرتریت روماتوئید متوسط تا شدید استفاده می‌شود. ساریلوماب در بیمارانی کاربرد دارد که به داروهای مرسوم پاسخ نداده یا به دلیل عوارض جانبی قادر به مصرف این داروها نیستند. از این دارو به تنهایی یا در ترکیب با متوترکسات استفاده می‌شود.

## عوارض جانبی
- نوتروپنی (کاهش تعداد نوتروفیل‌های خون)
- عفونت، به ویژه عفونت راه‌های هوایی و عفونت مجاری ادراری
- ترومبوسیتوپنی (کاهش تعداد پلاکت‌های خون)
- هرپس دهانی
- هیپرلیپیدمی (افزایش چربی خون)
- واکنش پوستی در محل تزریق[۲]